# Strategi
 Denne artikel bør gennemlæses af en person med fagkendskab for at sikre den faglige korrekthed.

 Der er for få eller ingen kildehenvisninger i denne artikel, hvilket er et problem. Du kan hjælpe ved at angive troværdige kilder til de påstande, som fremføres i artiklen.

Strategi er langsigtet planlægning, som fører til eller mod et mål. Herunder krigskunst, byplanlægning og politik.
En person, der finder og udtænker strategier, kaldes en strateg.
Begreberne taktik og strategi blandes ofte sammen: 
Flere taktikker kan udføres med samme strategiske endemål, som kan være diffust og meget generelt. Som at svække af den nazistiske produktionskapacitet under anden verdenskrig. Taktikken kunne være dag- eller natbombning fra fly eller sabotage af jernbaner, fabrikker og byer eller simpel territorial erobring.